# Ambasada Wielkiej Brytanii przy Stolicy Apostolskiej
Ambasada Wielkiej Brytanii przy Stolicy Apostolskiej – misja dyplomatyczna Zjednoczonego Królestwa Wielkiej Brytanii i Irlandii Północnej przy Stolicy Apostolskiej. Ambasada mieści się w Rzymie.
Najstarsza ambasada brytyjska.

## Historia
Ambasadę Anglii przy Stolicy Apostolskiej utworzył w 1479 król Edward IV York. Pierwszym ambasadorem został John Shirwood. Była to pierwsza w historii ambasada tego państwa. Stosunki zostały zerwane w 1536 przez Henryka VIII, przywrócone w 1553 przez Marię I i ponownie zerwane przez Elżbietę I.
Przez większość XVIII i XIX w. utrzymywano nieformalne stosunki. Anglia i Szkocja posiadały reprezentujących ich interesy wobec papieża kardynałów-protektorów, którzy po reformacji nie mieli żadnych związków z dworami w krajach, które reprezentowali.
Ponowne nawiązanie stosunków dyplomatycznych nastąpiło w 1914 w randzie poselstw. W 1982 podniesiono je do rangi ambasad.